# Het

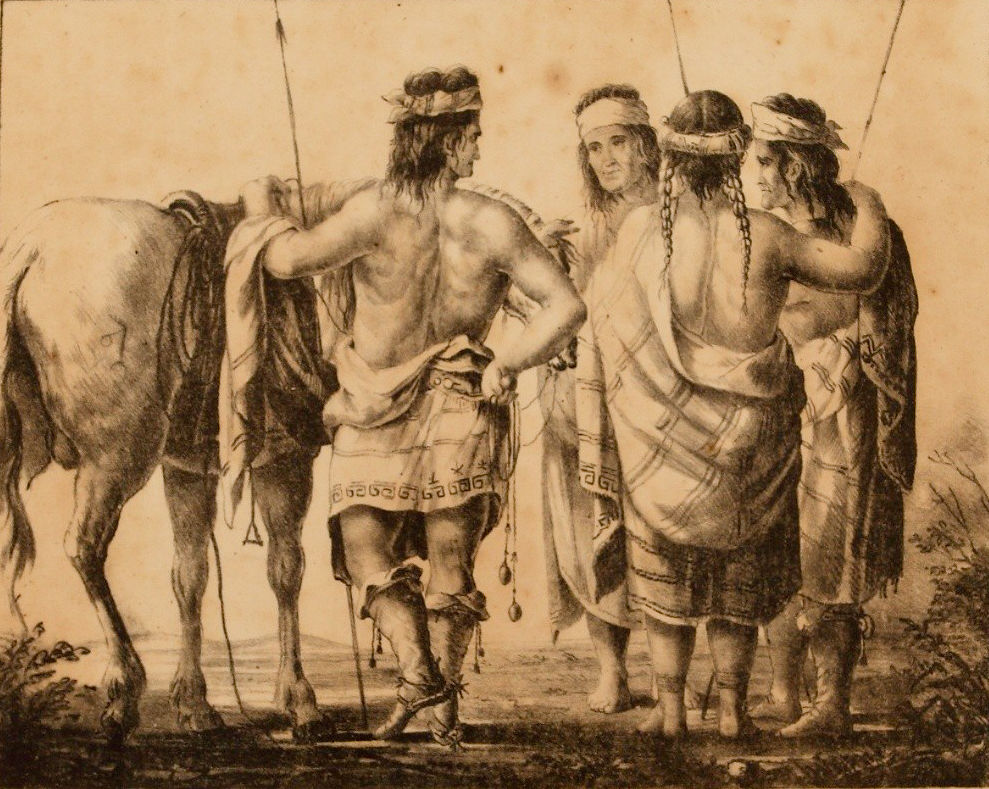
Indigene der Pampa (nach dem argentinischen Maler Carlos Morel).

Die Het (Eigenbezeichnung), auch als Pampas bekannt, waren ein indigenes Volk, das die Pampa-Ebene auf dem Territorium des heutigen Argentinien bewohnte. Aufgeteilt waren die Het in drei Untergruppen: die Cheche-Het, Didiu-Het und Talu-Het.
Von ihren nördlichen Nachbarn – den Guaraní – wurden sie als Querandíes (Querandí) bezeichnet, was so viel wie „Fettleute“ bedeutet, da sie ihre Haut zum Schutz vor Insekten mit einer Paste aus Fett und Gras einrieben. Ihre mächtigen Nachbarn im Westen – die Mapuche – differenzierten nicht zwischen den verschiedenen Pampas-Indianern, die sie alle Puelche nannten.
Die Het wurden bereits Ende des 16. Jahrhunderts von den spanischen Konquistadores bis auf wenige Überlebende dezimiert, so dass nur sehr wenig über sie bekannt ist. Sie waren offenbar eng mit den Völkern des heutigen Patagoniens (Tehuelches) verwandt, weshalb sie oft mit diesen als Patagonier zusammengefasst werden. Ebenfalls relativ eng war die Verwandtschaft zu den Charrúas (aus dem heutigen Uruguay) und den Guaycurú (in Nordostargentinien, z. B. Tobas und Mocovíes).
Es ist sehr wahrscheinlich, dass sich die meisten Überlebenden mit den weiter südlich wohnenden Gennakenk-Tehuelche vermischten (Vermutlich trifft dies aber nur auf die Gruppe der Cheche-Het zu). Dabei entstand ein neues Volk, das heute mit dem oben genannten Mapuche-Begriff Puelche bezeichnet wird. Einige gingen wohl auch im Volk der Rankülche auf.

## Verbreitung

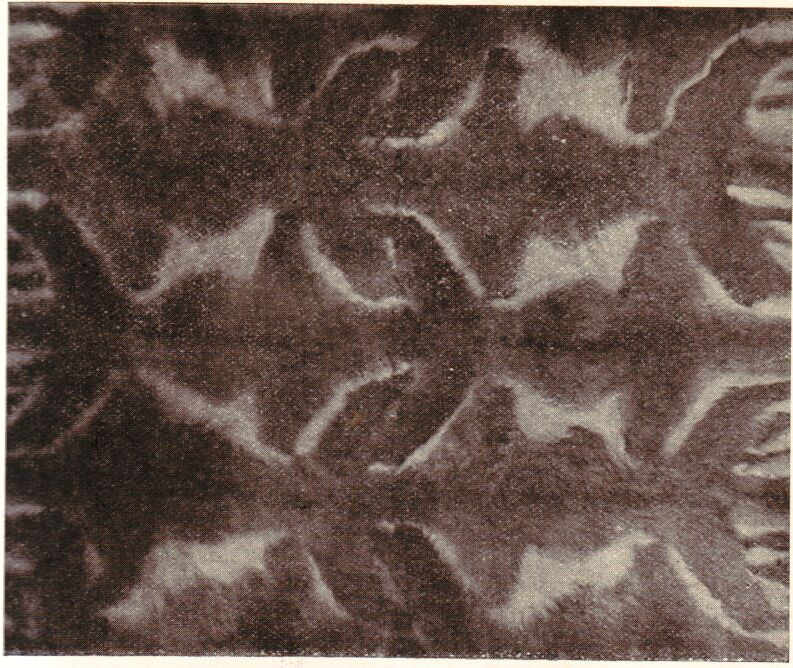
Guanako-Quillango (ca. 1905)

Bei Eintreffen der Spanier bewohnten die Het die heutigen argentinischen Provinzen Buenos Aires, La Pampa, den Süden von Santa Fe und Córdoba sowie die Flachlandregionen von San Luis und Mendoza. Sie wurden im Laufe der Zeit in den Süden dieses Gebiets Richtung Patagonien zurückgedrängt.

## Kultur
Die Subsistenzweise der Het war vor allem der Fischfang, allerdings nicht von Booten aus. Der Fisch wurde getrocknet und zu Mehl zerrieben. Zudem waren sie Jäger und Sammler, die Nandus, Guanakos und Pampashirsche jagten. Die Kleidung bestand bei den Männern aus Fischotterfellen und bei den Frauen aus knielangen Baumwollröcken, die sie von den Guarani erstanden. Darüber hinaus wurde hauptsächlich Guanako-Leder verwendet. Ihre Waffen waren Pfeil und Bogen, Wurfspieße und die Bola. Mit dieser Art Lasso mit Kugeln an den Enden brachte man die Beute zu Fall. Die Boleadoras gingen später in die Gaucho-Kultur ein. Sie kannten einfache Formen der Töpferei. Ihre Sozialstrukturen sind kaum bekannt; es ist davon auszugehen, dass sie in zahlreiche Lokalgruppen mit eigenen Territorien gegliedert waren, die jeweils einem Anführer unterstanden. In ihrer ethnischen Religion war offenbar der Mond eine zentrale Gottheit. Als Nomaden wohnten die Het in provisorischen Behausungen aus Guanako-Leder. Bei besonderen Angelegenheiten bemalten sie ihre Gesichter.

## Geschichte
Die Querandí legten mit Brandpfeilen die erste Siedlung von Buenos Aires in Schutt und Asche, so dass diese 1541 aufgegeben werden musste. Zu dieser Zeit verfügten sie noch nicht über Pferde, die Bola war jedoch eine sehr wirkungsvolle Waffe gegen die Reiterei der Eroberer. Bevor sie sich mit den Tehuelche vermischten, wurden Pferde gegessen oder auch zum Lastentransport verwendet. Es ist nicht bekannt, ob sie das Pferd zu dieser Zeit schon als Reittier benutzten. Spätestens als Puelche erlernten sie im Rahmen der sogenannten „Araukanisierung“ die Reitkunst. So änderte sich Anfang des 17. Jahrhunderts ihre Lebensweise dramatisch: Sie jagten nun zu Pferd die „Cimarrónes“ (verwilderte Rinder und Pferde), die sie in erster Linie den Mapuche verkauften und übernahmen u. a. deren vier Meter langen Lanzen als Kriegswaffen. Spätestens seit der zweiten Hälfte des 17. Jahrhunderts, als die ersten Missionare die Pampa bereisten, gibt es keine Nachrichten mehr von einem Volk der Het. Aufgrund der Auflösung der Het und der Übernahme der Mapuche-Kultur im Laufe des 18. Jahrhunderts kann man heute über die Beschaffenheit und Zugehörigkeit der eigenen Sprache der Het nur spekulieren: es haben sich nur 15 Worte bis heute erhalten.